# Gauleiter

Bandera de mando para el rango de Gauleiter.

Gauleiter fue el término en alemán utilizado en el Partido Nazi (NSDAP) para los «líderes de zona» (gau), que era la forma organizativa más grande del partido a nivel nacional. 
Este cargo fue creado en 1922 por el mismo Hitler y definía a los Jefes Políticos del Partido en cada estado o región alemana que se le asignara. Solo respondían ante Hitler y eran parte del llamado Cuerpo de Líderes del NSDAP. Así, Joseph Goebbels fue gauleiter de Berlín desde 1929 hasta 1945.
Posteriormente a 1939, también se designó un gauleiter en cada región ocupada por los alemanes. 
Los gaue o distritos del NSDAP fueron:
- Auslandsorganisation der NSDAP (Organización en el extranjero del NSDAP)
- Baden
- Bayreuth
- Bayerische Ostmark
- Berlín
- Berlín-Brandeburgo
- Brandeburgo
- Danzig-Prusia Occidental
- Düsseldorf
- Essen
- Franconia
- Halle-Merseburg
- Hamburgo
- Hannover-Norte
- Hannover-Sur
- Hesse-Darmstad
- Hesse-Nassau
- Hesse-Nassau-Nord
- Hesse-Nassau-Süd
- Carintia
- Coblenza-Tréveris
- Colonia-Aquisgrán
- Electorado de Hesse
- Kurmark
- Luneburgo-Stade
- Magdeburgo-Anhalt
- Mainfranken
- Marca de Brandeburgo
- Mecklemburgo
- Franconia Media
- Moselland
- Múnich-Alta Baviera
- Baja Baviera
- Baja Baviera-Alto Palatinado
- Niederdonau
- Baja Silesia
- Alta Baviera-Suabia - Ver Suabia
- Oberdonau
- Oberfranken
- Alto Palatinado
- Alta Silesia
- Hannover Oriental
- Ostmark (Austria)
- Prusia Oriental
- Pomerania
- Renania Septentrional
- Renania Meridional
- Renania-Palatinado
- Ruhr
- Sarre
- Sajonia
- Salzburgo
- Silesia
- Schleswig-Holstein
- Suabia
- Estiria
- Sudetes (Sudetenland)
- Hannover Meridional-Brunswick
- Turingia
- Tirol
- Tirol-Vorarlberg
- Unterfranken
- Wartheland
- Weser-Ems
- Westfalia
- Westfalia Septentrional
- Westfalia Meridional
- Westmark (Palatinado-Sarre)
- Viena
- Wurtemberg-Hohenzollern